# Tómame o déjame
«Tómame o déjame» es el título de una canción compuesta por Juan Carlos Calderón y popularizada por la banda Mocedades.
Ver poema de Delmore Schwartz

## Descripción
El tema se incluyen en el quinto álbum de estudio de la banda, publicado en 1974 y se editó también como disco sencillo.
Balada romántica, cuyo argumento es la infidelidad y la ruptura de una pareja.
Alcanzó el número uno en la lista de los sencillos más vendidos así como en la lista elaborada por la cadena musical Los 40 Principales.

## Versiones
Se han publicado sucesivas versiones de Lola Beltrán (1975), La Pandilla (1975), Los Panchos, Fábio Jr. (en lengua portuguesa, con el título de Foi Tão Bom), Eydie Gormé (1984), María Conchita Alonso (1985), Manoella Torres (1978), Luciana, Regina Orozco, Thalía (2012) y Tamara (2013) y Javier Arade (2020).
En octubre de 2015, además, la cantante española Vicky Larraz realizó una imitación de Amaya Uranga interpretando este tema para el Talent show televisivo Tu cara me suena.
En la película de 2017 Desearás al Hombre de tu Hermana, la actriz Mónica Antonópulos interpretó una muy sentida versión de la canción.
En diciembre de 2023, la concursante de Operación Triunfo Naiara interpretó esta canción en la gala 3.